# Эссенциализм
Эссенциали́зм (от лат. essentia «сущность», «бытие») — теоретическая и философская установка, характеризующаяся приписыванием некоторой сущности неизменного набора качеств и свойств; «концепция, предполагающая, что у вещей есть некая глубинная реальность, истинная природа, которую нельзя узреть напрямую, и что для нас важна именно эта скрытая сущность».
Возникший в схоластической философии термин эссенция был латинским эквивалентом аристотелевской второй сущности, определявшей совокупность качеств вещи, её сущность. Производный от «эссенции» термин эссенциализм используется применительно к теориям, в которых утверждается наличие неизменных и вечных качеств вещей, объединённых некоторой родовой характеристикой. (Например, в критическом буддизме такой теорией полагается Татхагатагарбха, утверждающая изначальное присутствие в каждом чувствующем существе «природы будды»). В философии Нового и Новейшего времени эссенциалистская установка подверглась значительной критике со стороны таких авторов, как Маркс, Ницше, Сартр, Поппер и многих других.

## Эссенциализм в метафизике
В рамках метафизики эссенциализм определяется как тезис о наличии у объектов двух типов свойств, сущностных и акцидентальных. Существует два основных метафизических представления об этих двух типах свойств. Согласно модальному подходу, сторонником которого является Сол Крипке, объект не может существовать без сущностных свойств, но может существовать, не обладая акцидентальными. Различие между ними является модальным. Согласно дефинициональному подходу, представителем которого является Кит Файн, сущностные свойства определяют природу объекта, а акцидентальные этого не делают. Сущностные свойства объекта вносят вклад в ответ на вопрос «Что есть данный объект?». Сущностными чаще всего свойствами признаются происхождение, принадлежность к естественному виду и сортальные свойства.

## Социальный эссенциализм

### Гендерный эссенциализм
Согласно гендерным исследованиям, эссенциалистские представления о половых различиях — разновидность патриархальной идеологии, служащей оправданием социальной ситуации угнетения женщин мужчинами. Идея о «женской природе», легитимировавшая на протяжении сотен лет ситуацию дискриминации одного пола другим, стала предметом переосмысления в работах ранних феминисток-теоретиков. В современной феминистской теории эссенциализм, как попытка зафиксировать некую неизменную женскую сущность, является постоянным объектом критики со времён третьей волны. Гендерная методология в истории, наряду с гендерной социологией, юриспруденцией, психологией и иными направлениями гуманитарного знания, опровергает эссенциализм и биологический детерминизм (в частности, миф о том, что «биологического» в человеке и его поступках больше, чем социального или что оно более значимо, чем социальное). Эссенциалистская идея о том, что есть нечто «данное» (природой или богом) и потому всегда существовавшее и не могущее быть изменённым в будущем, опровергается благодаря гендерному подходу в истории, который позволяет проследить, как складывалась эта «данность». С развитием феминистской теории эссенциалистская точка зрения заменилась конструктивистской. Социальный конструктивизм отличается от биологизма тем, что постулирует сконструированность гендерных ролей и отстаивает тезис, согласно которому женщинами и мужчинами не рождаются, а становятся. Конструктивистами утверждается, что биология — не есть судьба ни для женщины, ни для мужчины, что не существует их сущностей, а также заданного изначально и навеки предопределённого женского и мужского. Постмодернистские феминистки, в частности Джудит Батлер и Джейн Флекс, видят в эссенциализме препятствие к сплочению женщин и причину невозможности феминистского движения удерживать свои позиции.

### Стратегический эссенциализм
Стратегический эссенциализм — политическая тактика, предложенная Гаятри Спивак в 1980-х гг. в постколониальных исследованиях, согласно которой эссенциалистский взгляд на какие-либо социальные группы может быть оправдан практически (но не теоретически), если это помогает членам этих групп объединяться для борьбы с дискриминацией. Таким образом, активисты могут считать такие категории, как раса, гендер либо статус инвалида, социальными конструктами, но при этом говорить от лица женщин, инвалидов, «черных и коричневых» людей и т. п.